# Europese kampioenschappen badminton 1970
De 2e editie van het Europees kampioenschap badminton werd georganiseerd door de Walesse stad Port Talbot. Het toernooi duurde 3 dagen, van 17 april 1970 tot en met 19 april 1970.

## Medaillewinnaars
| Onderdeel      | 1e plaats                      | 2e plaats                        | 3e plaats                     |
| -------------- | ------------------------------ | -------------------------------- | ----------------------------- |
| Mannen enkel   | Sture Johnsson                 | Elo Hansen                       | Paul Whetnall                 |
| Mannen enkel   | Sture Johnsson                 | Elo Hansen                       | Wolfgang Bochow               |
| Vrouwen enkel  | Eva Twedberg                   | Imre Nielsen                     | Lisbeth van Barnekow          |
| Vrouwen enkel  | Eva Twedberg                   | Imre Nielsen                     | Margaret Boxall               |
| Mannen dubbel  | Elo Hansen Per Walsoe          | Erland Kops Henning Borch        | David Eddy Roger Powell       |
| Mannen dubbel  | Elo Hansen Per Walsoe          | Erland Kops Henning Borch        | Siegfried Betz Roland Maywald |
| Vrouwen dubbel | Margaret Boxall Susan Whetnall | Irmgard Latz Marieluise Wackerow | Karin Jørgensen Anne Berglund |
| Vrouwen dubbel | Margaret Boxall Susan Whetnall | Irmgard Latz Marieluise Wackerow | Gillian Perrin Margaret Beck  |
| Gemengd dubbel | David Eddy Susan Whetnall      | Derek Talbot Gillian Perrin      | Per Walsoe Anne Berglund      |
| Gemengd dubbel | David Eddy Susan Whetnall      | Derek Talbot Gillian Perrin      | Wolfgang Bochow Irmgard Latz  |

## Medaillespiegel
| Plaats | Land           | Goud | Zilver | Brons | Totaal |
| 1      | Engeland       | 2    | 1      | 4     | 7      |
| 2      | Zweden         | 2    | 0      | 0     | 2      |
| 3      | Denemarken     | 1    | 3      | 3     | 7      |
| 4      | West-Duitsland | 0    | 1      | 3     | 4      |
| Totaal | Totaal         | 5    | 5      | 10    | 20     |

## Referentie
- Resultaten vrijgegeven door BE.

Bochum 1968 ·
Port Talbot 1970 ·
Karlskrona 1972 ·
Wenen 1974 ·
Dublin 1976 ·
Preston 1978 ·
Groningen 1980 ·
Böblingen 1982 ·
Preston 1984 ·
Uppsala 1986 ·
Kristiansand 1988 ·
Moskou 1990 ·
Glasgow 1992 ·
Den Bosch 1994 ·
Herning 1996 ·
Sofia 1998 ·
Glasgow 2000 ·
Malmö 2002 ·
Genève 2004 ·
Den Bosch 2006 ·
Herning 2008 ·
Manchester 2010 ·
Karlskrona 2012 ·
Kazan 2014 ·
La Roche-sur-Yon 2016 ·
Kolding 2017 ·
Huelva 2018 ·
Kyiv 2021 ·
Madrid 2022 ·
Saarbrücken 2024